# Remedios Varo
María de los Remedios Alicia Rodriga Varo y Uranga (cunoscută sub numele de Remedios Varo, n. 16 decembrie 1908, Anglès, Catalonia, Spania – d. 8 octombrie 1963, Ciudad de México, Mexic) a fost o pictoriță spaniolă suprarealistă care a lucrat în Spania, Franța și Mexic.
Varo a avut o viață grea, s-a luptat cu sărăcia și a fugit de războiul din Spania și apoi din Franța. Ultimii treisprezece ani de viață i-au adus stabilitatea financiară în Mexic, unde a pictat până la moartea ei subită în 1963.

## Copilăria și educația (1908-1930)
Remedios Varo Uranga s-a născut în 1908 în Anglès, un mic oraș din provincia Girona (Catalunia), în nord-estul Spaniei.
Mama ei, Ignacia Uranga Bergareche, se născuse din părinți basci în Argentina; era o practicantă romano-catolică devotată. Ea și-a botezat copilul nou-născut în onoarea sfântului patron din Anglès, Virgen de los Remedios („Fecioara Remediilor”), după o soră mai mare recent decedată. Ulterior s-au mai născut doi frați care au supraviețuit: Rodrigo și Luis. Remedios era singura fată și cea mai mică dintre cei trei frați.:13
Tatăl ei, Rodrigo Varo y Zajalvo (Cejalvo), a fost inginer hidraulic . Datorită muncii sale, familia s-a mutat în diferite locații din Spania și Africa de Nord. Tatăl ei i-a recunoscut devreme talentele artistice și a pus-o să copieze desenele tehnice pe care el le realiza la serviciu, cu linii drepte, raze și perspective diferite, pe care fiica sa le-a reprodus meticulos.:14El a încurajat-o să gândească liber și i-a desăvârșit educația cu diverse cărți de știință și aventură, în special romanele lui Alexandre Dumas, Jules Verne și Edgar Allan Poe. Pe măsură ce tânăra Remedios creștea, el i-a oferit texte despre misticism și filosofie. Acești primi ani ai copilăriei au exercitat o influență puternică asupra viitoarei artiste, care va reflecta în opera sa motive precum piese de mobilier, artefacte sau aparatură tehnică. Arhitectura romanică și arhitectura gotică, specifice regiunii Anglès, s-au reflectat, de asemenea, în opera ei artistică ulterioară.
Varo a fost educată la o mânăstire, un lucru tipic pentru tinerele domnișoare dina acea perioadă, însă această experiență nu a făcut decât să-i accentueze tendințele rebele. Ea a avut o viziune critică asupra religiei și a respins ideologia religioasă a educației din copilărie. În schimb, a respectat ideile liberale și universaliste insuflate de tatăl ei. În copilărie, Varo a desenat mult, iar la vârsta de doisprezece ani a pictat primul ei tablou.
Primele ei lucrări - un autoportret și mai multe portrete ale membrilor familiei - datează din 1923, când Varo studia la Școala de Arte și Meserii.
În 1924, la 15 ani, s-a înscris la Escuela de Bellas Artes din Madrid, sub tutela lui Manuel Benedito. Aici s-a pus accentul pe studiul academic tradițional, inclusiv pe dezvoltarea minuțioasă a abilităților artistice tehnice. De aici au absolvit mulți artiști renumiți, inclusiv Salvador Dalí (deși a fost expulzat pentru insubordonare).:13–38 În 1930, Remedios Varo a primit diploma de profesoară de desen.
Artista și-a expus lucrările și într-o expoziție colectivă organizată de Unión de Dibujantes de Madrid. Elementele suprarealiste erau deja evidente în desenele și picturile realizate în timpul școlii, într-o perioadă în care suprarealismul francez avea o influență timpurie asupra suprarealismului spaniol; de asemenea, a manifestat interes în ceea ce privește suprarealismul francez. În timp ce se afla în Madrid, Varo a făcut cunoștință cu suprarealismul prin prelegeri, expoziții, filme și teatru. A fost un vizitator regulat al Muzeului Prado și s-a interesat în mod deosebit de picturile lui Hieronymus Bosch, în special Grădina deliciilor pământești, precum și de alți artiști, precum Francisco de Goya.
Lucrările realizate de Varo din 1926 până în 1935 i-au consolidat cariera de artistă, însă publicul nu a avut acces la ele.:15–53

## Spania și Franța (1930-1941)
Varo l-a cunoscut pe primul ei soț, Gerardo Lizárraga, la Escuela de Bellas Artes și s-a căsătorit cu el la San Sebastián în 1930. Această căsătorie i-a permis să fugă din orașul natal și să trăiască independent.:15–53 Tinerii căsătoriți au părăsit Spania și s-au mutat în Paris pentru a fi mai aproape de locul unde se afla o mare parte din scena artistică a Europei.
După un an, Lizárraga s-a angajat în Spania, iar cei doi s-au mutat în Barcelona, care era pe atunci un centru european al avangardei artistice. Atât Lizárraga, cât și Varo au lucrat pentru compania de publicitate J. Walter Thompson. În 1935, Varo a participat la o expoziție de desen în Madrid, în care a fost expusă lucrarea ei, Composición (Compoziție).
În tinerețe, Varo nu a avut nicio îndoială cu privire la menirea ei artisitică. După un an petrecut la Paris, Varo s-a mutat în Barcelona, unde și-a format primul cerc artistic de prieteni, printre care se numărau Josep-Lluis Florit, Óscar Domínguez și Esteban Francés. Nu după mult timp, Varo s-a despărțit de soțul ei și a împărțit un studio cu Esteban Francés într-un cartier plin de tineri artiști de avangardă. În vara anului 1935, Varo a aderat oficial la suprarealism când suprarealistul francez Marcel Jean a ajuns la Barcelona. În acest context, împreună cu Jean și prietenii săi artiști, Dominguez și Francés, Varo a participat la diferite jocuri suprarealiste, cum ar fi cadavres exquis („cadavre rafinate”), care aveau drept scop să exploreze asocierea subconștientă a participanților prin alăturarea la întâmplare a diferitelor imagini. Aceste cadavres exquis au ilustrat perfect principiile pe care André Breton le-a menționat în manifestele sale suprarealiste. Varo s-a alăturat curând unui colectiv de artiști și scriitori, numit Grupo Logicofobista⁠(d), care era interesat de suprarealism și dorea să reunească arta și metafizica, sfidând logica și rațiunea. Varo a expus cu acest grup în 1936 la Galeria Catalonia, deși a recunoscut că membrii grupului nu erau suprarealiști puri.
Prin intermediul poetului Benjamin Péret, Remedios Varo l-a cunoscut pe André Breton și a fost introdusă în cercul suprarealist din care făceau parte Leonora Carrington, Dora Maar, Roberto Matta, Wolfgang Paalen și Max Ernst, printre alții. În 1938, la scurt timp după sosirea în Franța, Varo a participat la expozițiile suprarealiste internaționale din Paris și din Amsterdam. A desenat viniete pentru Dictionnaire abregé du surrealisme, iar lucrările sale au fost prezentate în revistele Trajectoire du Rêve, Visage du Monde și Minotaure. La sfârșitul anului 1938, ea a participat la o serie de lucrări în colaborare, Jeu de dessin communiqué, împreună cu Breton și Péret. Seria semăna mult cu un joc: începea cu un desen inițial, care era arătat cuiva timp de 3 secunde, apoi acea persoană trebuia să recreeze ceea ce i s-a arătat. Ciclul continua cu arătarea desenului lor către următoarea persoană și așa mai departe. Aparent, acest lucru a determinat implicații psihologice foarte interesante pe care Varo le-a folosit mai târziu în picturile ei.
Comparativ cu timpul petrecut mai târziu în Mexic, în perioada din Paris ea a realizat foarte puține lucrări. Acest lucru ar putea fi atribuit și statutului ei de femme enfant și faptului că femeile nu au fost niciodată luate în serios ca artiști suprarealiști. Varo a afirmat, reflectând la timpul petrecut la Paris: „Da, am participat la acele întâlniri în care se vorbea mult și puteai învăța diverse lucruri; uneori participam cu lucrări la expozițiile lor; nu eram suficient de matură și nici nu aveam aplombul să fac față unui Paul Éluard, Benjamin Péret sau André Breton. Priveam și ascultam cu gura căscată în acest grup de oameni geniali și talentați. Am fost împreună cu ei pentru că simțeam o anumită afinitate. Astăzi nu aparțin niciunui grup; pictez ceea ce mi se întâmplă și atâta tot.”:17
În 1937, Varo l-a întâlnit pe activistul politic și artistul Esteban Francés și l-a părăsit pe primul ei soț pentru a fugi de războiul civil spaniol. A revenit în Paris alături de Francés și de poetul Benjamin Péret pentru a scăpa de tulburările și luptele politice și au lucrat împreună în același studio. Varo nu a divorțat niciodată de Lizárraga și a avut mai mulți parteneri de-a lungul vieții; dar a și rămas prietenă cu toți, în special cu soțul ei Lizárraga și cu Péret. Până în 1939, forțele victorioase conduse de Francisco Franco le interziseră exilaților de stânga să se întoarcă în Spania.
La Paris, Varo a trăit în sărăcie, s-a întreținut cu slujbe mărunte și a fost nevoită chiar să copieze tablouri pentru a se descurca. După izbucnirea celui de-al Doilea Război Mondial, în 1940 Péret a fost arestat de guvernul francez pentru convingerile sale politice, iar Varo a fost și ea arestată deoarece era iubita lui. La câteva zile după ce a fost eliberată, germanii au capturat Parisul, iar ea a fost forțată să se alăture altor refugiați care părăseau orașul. Péret a fost eliberat la scurt timp după, iar cei doi au fugit împreună spre sud, spre Marsilia. La 20 noiembrie 1941, Varo, împreună cu Péret și Rubinstein, s-au îmbarcat pe Serpa Pinto în Marsilia pentru a fugi din Europa dominată de naziști. Teroarea pe care a experimentat-o în acea perioadă a resimțit-o pe tot parcursul vieții ca o traumă psihologică profundă.

## Mexic (1942-1963)

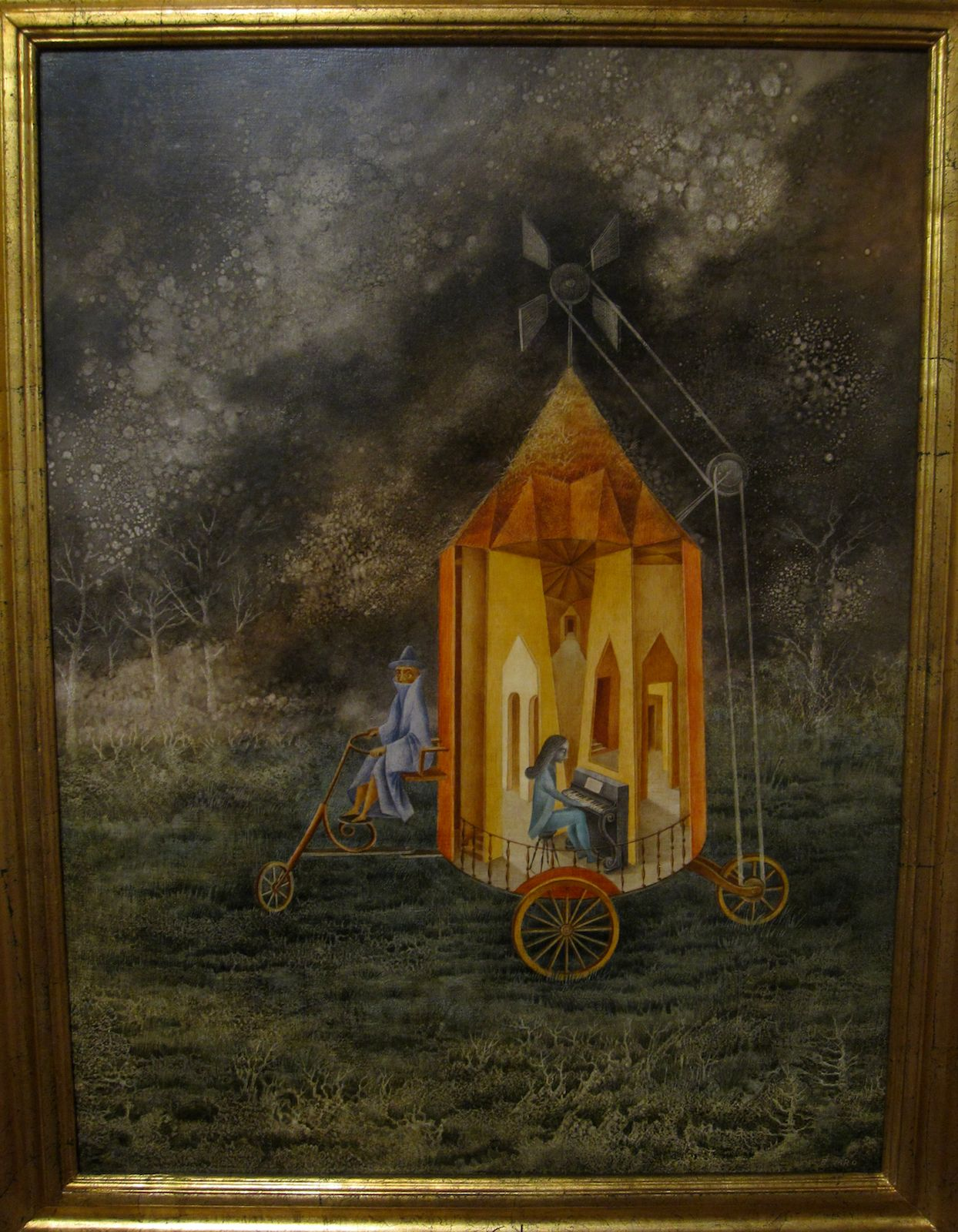
Roulotte, 1956

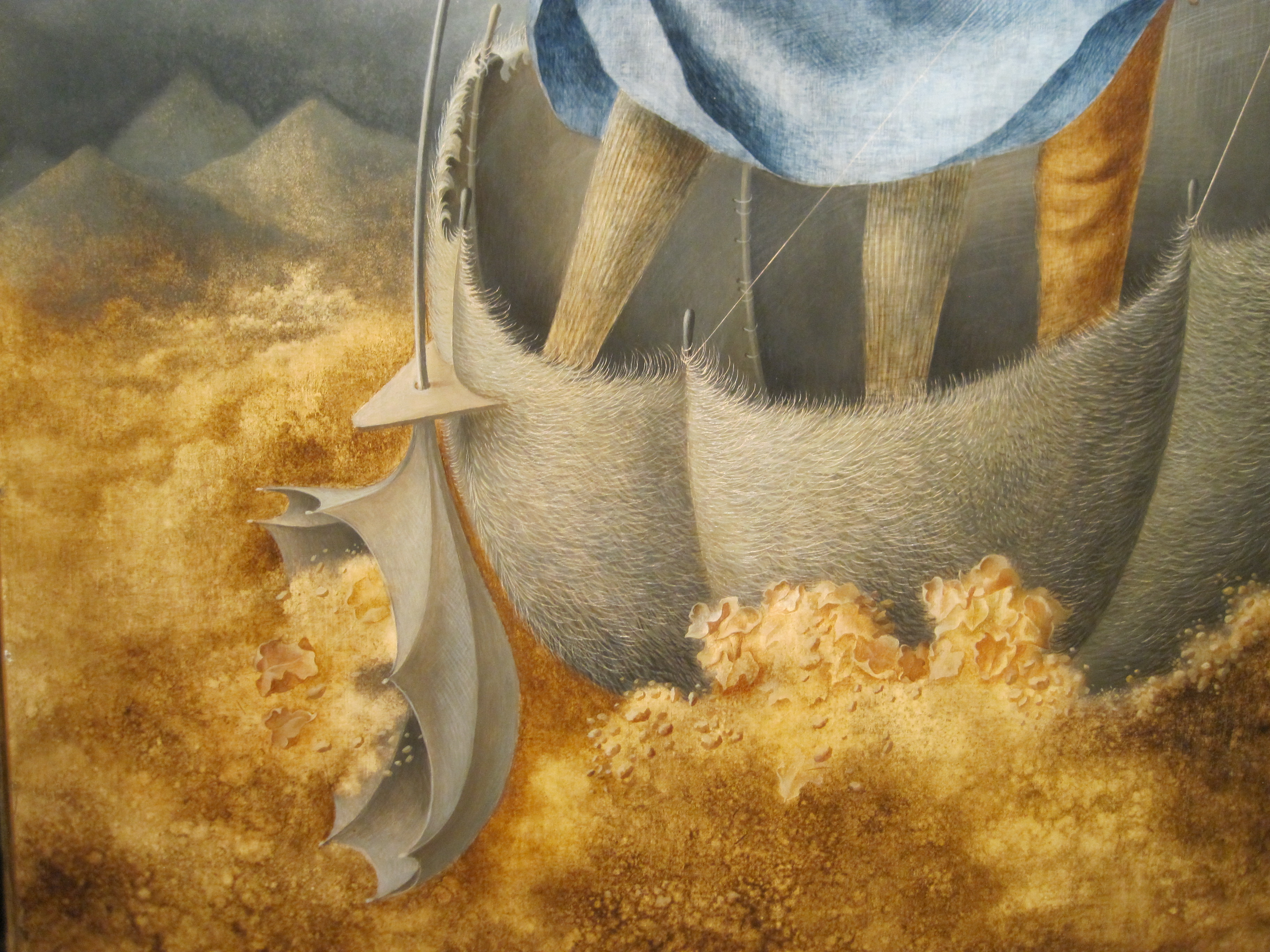
La huida, detaliu, 1961

Inițial, Varo a considerat că șederea în Mexic va fi doar ceva temporar, însă, cu excepția unui an petrecut în Venezuela, ea a rămas în Mexic pentru tot restul vieții, unde a creat aproximativ 110 picturi în ultima decadă a vieții sale.:18
Referitor la creația ei artisitică în Mexic, Varo a declarat: „[În Europa] pentru mine a fost imposibil să pictez într-o stare de asemenea anxietate. În această țară am găsit liniștea pe care am căutat-o mereu”.:17
În Mexic, s-a întâlnit frecvent cu alți artiști europeni precum Gunther Gerzso, Kati Horna, José Horna și Wolfgang Paalen. Tot aici, a cunoscut artiști nativi precum Frida Kahlo și Diego Rivera, dar cele mai puternice legături le-a stabilit cu alți exilați și expatriați, în special cu pictorița mexicană de origine engleză Leonora Carrington și cu pilotul și aventurierul francez Jean Nicolle. Muralismul mexican încă domina scena artistică a țării, astfel că suprarealismul nu a fost în general bine primit. A lucrat ca asistentă a lui Marc Chagall pentru designul costumelor în producția baletului Aleko, care a avut premiera în Ciudad de Mexico în 1942.
Varo a manifestat un interes deosebit pentru doctrina ezoterică promovată de Georges Ivanovitch Gurdjieff în 1943, iar în anul următor s-a alăturat oficial grupului condus de acesta.
Printre altele, a mai lucrat în publicitate pentru compania farmaceutică Bayer și în decorațiuni pentru Clar Decor. În 1947, Péret s-a întors la Paris, iar Varo a plecat în Venezuela. Călătoria în Venezuela a făcut parte dintr-o expediție științifică franceză la care artista s-a alăturat în Paris, în timpul unei vizite acolo din Mexic.
Varo s-a întors în Mexic în 1949 și a început a treia și ultima ei relație importantă, cu refugiatul politic austriac Walter Gruen, care îndurase lagărele de concentrare înainte de a fugi din Europa. Gruen a crezut cu tărie în talentul ei și i-a oferit sprijinul economic și emoțional, ceea ce i-a permis să se concentreze pe deplin asupra picturii. În 1952, Varo s-a căsătorit cu Gruen. Stabilitatea lui financiară i-a permis lui Varo să nu mai lucreze ca ilustrator comercial și să dedice mai mult timp picturii.:17 Cea mai mare parte a operelor ei de artă semnificative au fost realizate în perioada 1953–1963.:18
În 1955, Varo și-a deschis prima expoziție personală la Galería Diana din Ciudad de Mexico și a fost bine primită de public. Un motiv pentru aceasta a fost și faptul că Mexicul a devenit receptiv la noi tendințe artistice. Cumpărătorii au fost puși pe liste de așteptare pentru lucrările ei.:13Chiar și artistul mexican consacrat Diego Rivera a susținut-o. A doua ei prezentare a fost la Salon de la Arte de Mujer în 1958. În 1960, reprezentantul ei, Juan Martín, și-a deschis propria galerie unde i-a expus lucrările, iar în 1962, la apogeul carierei ei, a deschis o altă galerie.
În 1963, Varo a decedat brusc în urma unui atac de cord, după ce toată viața fusese o fumătoare înrăită. André Breton a comentat că moartea a transformat-o în „vrăjitoarea care a plecat prea devreme”.

## Influențe artistice
Arta Renașterii a inspirat armonie, nuanțe tonale și structură narativă în picturile lui Varo. Natura alegorică a multor lucrări amintește în special de picturile lui Hieronymus Bosch, iar unii critici, precum Dean Swinford, au descris arta ei drept „alegorie postmodernă”, pregnant ancorată în tradiția irealismului.
Remedios Varo a fost influențată de stiluri extrem de diferite, precum cele ale lui Francisco Goya, El Greco, Picasso și Braque. În timp ce André Breton a avut o influență formativă în concepția ei despre suprarealism, unele dintre picturile ei au o asemănare neobișnuită cu creațiile suprarealiste ale contemporanului ei, pictorul italian de origine greacă Giorgio de Chirico. Picturile ei au reflectat abilitățile minuțioase de desen grafic de mare precizie pe care și le însușise în copilărie de la tatăl ei.
Deși influența artei mexicane este puțin evidentă în opera ei, Varo și ceilalți suprarealiști au fost captivați de granițele aparent permisive dintre fabulos și real care s-au manifestat în Mexic.

### Influențe filosofice
Varo a considerat suprarealismul un „loc de odihnă expresiv în limitele cubismului și un mod de a comunica incomunicabilul”.
Chiar dacă Varo a criticat religia din copilărie, catolicismul, opera ei a fost puternic influențată de religie. Tocmai prin această utilizare constantă a religiei în creația artistică ea s-a deosebit de ceilalți suprarealiști. De asemenea, a exprimat o gamă largă de influențe provenite din tradiții mistice și ermetice, atât occidentale, cât și non-occidentale. Credința în magie și credințele animiste au fost o constantă pregnantă în lucrările sale. A fost conectată la natură și a crezut cu tărie că există o relație puternică între lumea vegetală, umană, animală și mecanică. Credința ei în forțele mistice i-a influențat foarte mult picturile.:13–38 Arista a fost conștientă de importanța biologiei, chimiei, fizicii și botanicii și a considerat că aceste ramuri ar trebui să se îmbine cu alte aspecte ale vieții.:13–38 Fascinația ei pentru știință, inclusiv pentru teoria relativității lui Einstein și pentru teoria evoluției lui Darwin, a fost remarcată de admiratorii artei sale.
Același interes l-a manifestat față de ideile lui Carl Jung sau față de teoriile lui Georges I. Gurdjieff, Piotr Uspenski, Elena Blavatsky, Meister Eckhart și ale adepților sufismului, fiind deopotrivă fascinată de legenda Sfântului Graal și de geometria sacră, vrăjitorie, alchimie și Yi-Jing. Varo a vorbit despre propriile puteri de vrăjitoare într-o scrisoare către autorul englez Gerald Gardner: „Personal, nu cred că sunt înzestrată cu puteri speciale, ci mai degrabă cu abilitatea de a vedea rapid relațiile dintre cauză și efect, și asta dincolo de limitele obișnuite ale logicii comune”. În 1938 și 1939, Varo împreună cu Frances, Roberto Matta și Gordon Onslow Ford au aprofundat explorarea celei de-a patra dimensiuni, mare parte din studiile lor ulterioare fiind bazate pe cartea lui Uspensky Tertium Organum. Cărțile Illustrated Anthology of Sorcery, Magic and Alchemy de Grillot de Givry și The History of Magic and the Occult de Kurt Seligmann au fost foarte apreciate în cercul suprarealist al lui Breton. Ea a văzut în fiecare dintre acestea o cale spre autocunoaștere și transformarea conștiinței.
De asemenea, a fost foarte influențată de călătoriile din copilărie. A descris adesea vehicule ieșite din comun în ținuturi misterioase. Aceste lucrări reflectă influența călătoriilor cu familia din copilăria artistei.

### Influențe suprarealiste
Un critic a afirmat că „Remedios pare să nu se limiteze niciodată la un singur mod de exprimare. Pentru că instrumentele ei pictor și scriitor sunt unite în distrugerea obiceiurilor noastre vizuale și intelectuale”. Totuși, cei mai mulți o clasifică drept artist suprarealist prin faptul că munca ei cuprinde multe capcane ale practicii suprarealiste. Lucrarea ei afișează o imagine de sine eliberatoare și evocă un sentiment din altă lume atât de caracteristic mișcării suprarealiste. Un savant notează că practica lui Varo de scriere automată se corelează direct cu cea a suprarealiștilor. Tatăl suprarealismului, André Breton, a exclus importanța femeilor în mișcarea suprarealistă, dar după moartea lui Varo în 1963, tot el este cel care a conectat-o „pentru totdeauna la rândurile suprarealismului internațional”.:15–53
Mișcarea suprarealistă avea tendința de a devaloriza femeile. Unele dintre lucrările lui Varo au evidențiat femeile, deși se încadrează tot în categoria suprarealismului. Însă nu a fost neapărat intenția ei să abordeze problemele legate de inegalitatea de gen prin arta sa. Operele și acțiunile ei au sfidatpatriarhatul tradițional și, în mod deosebit, Wolfgang Paalen a încurajat-o în acest sens cu teoriile sale despre originile civilizației în matriarhat și analogiile dintre Europa preclasică și Mexicul dinaintea civilizației Maya.

## Relația cu Leonora Carrington și Kati Horna
Dintre toți refugiații care au fost obligați să fugă din Europa în Ciudad de Mexico în timpul și după cel de-al Doilea Război Mondial, Remedios Varo, Leonora Carrington și Kati Horna au format o legătură ce avea să le influențeze enorm viața și opera. Cele trei locuiau în apropiere una de alta, în cartierul Colonia Roma din Ciudad de Mexico.
Varo și Carrington se cunoscuseră anterior prin André Breton în perioada când au locuit în Paris. Horna nu le cunoscuse înainte pe cele două, însă era deja familiarizată cu operele lor artistice, după ce Edward James, un poet britanic și patron al mișcării suprarealiste, îi oferise mai multe tablouri ale acestora.
Împreună, Varo, Carrington și Horna au participat la întâlnirile adepților misticilor ruși Peter Ouspensky și George Gurdjieff. Aici au fost inspirate de studiul lui Gurdjieff asupra evoluției conștiinței și de ideea lui Ouspensky privind posibilitatea picturii în patru dimensiuni. Deși profund influențate de ideile misticilor ruși, deseori ele au ridiculizat practicile și comportamentul acestora. Trio-ul a fost uneori denumit „cele trei vrăjitoare”, din cauza interesului lor pentru practicile oculte și spirituale.
După ce s-au împrietenit, Varo și Carrington au început să scrie în colaborare și au realizat împreună două piese nepublicate: El santo cuerpo grasoso și Lady Milagra - aceasta din urmă neterminată. Folosind o tehnică similară cu cea a jocului Cadavre Exquis, au scris pe rând mici segmente de text și apoi le-au îmbinat. Chiar și atunci când nu scriau împreună, deseori colaborau, folosind aceleași surse de inspirație și aceleași teme în picturile lor. În ciuda faptului că munca lor era extrem de asemănătoare, a existat mereu o diferență majoră: pictura lui Varo era despre linie și formă, în timp ce opera lui Carrington era despre ton și culoare. Cele două au rămas prietene extrem de apropiate timp de 20 de ani, până la moartea lui Varo în 1963.

## Interpretări ale creației artistice
Varo a pictat deseori imagini cu femei în spații închise, care au exprimat un sentiment de izolare. Deși ea nu și-a considerat propria lucrare feministă, „opera ei întinde limitele și provoacă direct idealurile patriarhale ale feminității”. De asemenea, opera lui Varo redă interpretarea masculină a corpului feminin. Lucrările ei se concentrează pe condiția feminină puternică. Figurile androgine caracteristice lucrării ei ulterioare provoacă, de asemenea, genul, deoarece figurile nu se încadrează în mod clar în categoriile normative de gen și, de multe ori, ar putea fi de ambele sexe, creând un sentiment al „zonei de mijloc” între cele două sexe și o ambiguitate a normelor de gen impuse. Potrivit unui critic, „Deoarece corpul feminin, un spațiu artistic erotic sacru pentru bărbați, este transformat de [Varo] în forme și dimensiuni non-gen, și anume animale și insecte, spațiul devine eliberat de interpretarea sexuală monolitică”.
De-a lungul carierei sale, personajele pictate s-au dezvoltat în figuri androgine emblematice, cu fețe în formă de inimă, ochi mari de migdale și nasul acvilin care sunt expresia propriilor trăsături. Varo s-a descris adesea prin aceste trăsături cheie în picturile ei, indiferent de sexul personajului.:13–38„Varo tinde să nu reprezinte pe pânză zbuciumul ei personal, ci mai degrabă se înfățișează pe sine în diferite roluri în peisaje de vis suprareale”. „Varo însăși este alchimistul sau exploratorul. Prin crearea acestor personaje, ea își definește identitatea.”
Opera ei se concentrează, de asemenea, pe psihanaliză și pe rolul acesteia în societate. Vorbind despre tabloul Woman leaving the Psychoanalyst (1961), unul dintre biografii lui Varo afirmă: „Nu numai că Varo dezminte ideea unui proces corect de vindecare mentală, ci și trivializează însăși natura acestui proces ca reprezentând imposibilul: o concediere fizică și literală a tatălui, Ordinea, iar în termeni de Lacanianism⁠(d) intrarea oficială în cultură: limbajul verbal”.

## Moștenire
Deși opera lui Varo este bine cunoscută în Mexic, nu la fel stau lucrurile și în restul lumii.
Picturile mature, pline de semnificație mai mult sau mai puțin feministă, provin cu precădere din ultimii ei ani de viață. Partenerul ei din ultimii 15 ani, Walter Gruen, și-a dedicat viața catalogării operei artistei și perpetuării moștenirii sale. Picturile cu personaje androgine care reflectă trăsăturile faciale ale lui Varo, creaturi mitice, vârtejurile cețoase și distorsiuni stranii ale perspectivei sunt caracteristice suprarealismului unic al artistei. Varo a pictat imagini cu figuri izolate, androgine, autobiografice, pentru a evidenția captivitatea femeii reale.
Cu toate că picturile ei au fost interpretate ca lucrări mai degrabă suprarealiste, produsul pasiunii ei pentru misticism și alchimie, sau ca narațiuni autobiografice, opera ei are implicații mult mai profunde.
În 1971, expoziția retrospectivă postumă organizată de Muzeul de Artă Modernă din Mexic a atras cel mai numeros public din istoria muzeului - mult mai numeros decât în cazul expozițiilor realizate pentru Diego Rivera sau José Clemente Orozco.
Peste cincizeci dintre lucrările sale au fost expuse în 2000 într-o expoziție retrospectivă găzduită de National Museum of Women in the Arts din Washington, DC.
The Crying of Lot 49, o nuvelă de Thomas Pynchon, cuprinde o scenă în care personajul principal își amintește că a plâns în fața unui tablou de Varo intitulat Bordando el Manto Terrestre („Brodând mantia terestră”).
Pictura lui Varo The Lovers a servit drept inspirație pentru unele dintre imaginile folosite de Madonna în videoclipul muzical al single-ului ei din 1995 „Bedtime Story”.
Pe 22 mai 2019, tabloul lui Varo Simpatia (La rabia del gato) din 1955 s-a vândut cu 3,1 milioane de dolari la o licitație organizată la Christie's, în New York City.

## Opere selectate
- 1935 El tejido de los sueños
- 1937 El Deseo
- 1942 Gruta mágica
- 1947 Paludismo (cunoscut greșit ca Libélula)
- 1947 El hombre de la guadaña (muerte en el mercado)
- 1947 La batalla
- 1947 Wahgwah
- 1947 Amibiasis o los vegetales
- 1948 Alegoria iernii
- 1955 Inutila știință a alchimistului
- 1955 Ermitaño meditando
- 1955 La revelación o el relojer
- 1955 Trasmundo
- 1955 Îndrăgostiții
- 1955 El flautista
- 1955 Solar Music'[41]
- 1956 El paraíso de los gatos
- 1956 Spre fericirea femeilor
- 1956 Les feuilles mortes
- 1956 Harmony'[41]
- 1956 Jonglerul (Muzicianul)[45]
- 1957 Crearea păsărilor
- 1957 Croitor pentru femei
- 1957 Caminos tortuosos
- 1957 Reflejo lunar
- 1957 El gato helecho
- 1958 Celestial Pabulum[41]
- 1959 Explorarea surselor râului Orinoco”[41]
- 1959 Catedral vegetal
- 1959 Întâlnire
- 1959 Prezență neașteptată[41]
- 1960 Hacia la torre
- 1960 Mimesis[41]
- 1960 Femeie plecând din cabinetul psihanalistului[41]
- 1960 Vizită la chirurgul plastician
- 1961 Vampiro
- 1961 Brodând mantaua terestră
- 1961 Hacia Acuario
- 1962 Vampiros vegetarianos - vândut cu 3.301.000 USD în mai 2015[46]
- 1962 Fenomeno
- 1962 Tranzit în spirală
- 1963 Naturaleza muerta resucitando
- 1963 Still Life Reviving[41]